# Seznam zahraničních archeologických, historických a kulturních institutů v Římě
Seznam zahraničních archeologických, historických a kulturních institutů v Římě zahrnuje zahraniční vědecké ústavy v Římě, které jsou od r. 1964 členy Unione Internazionale degli Istituti di Archeologia, Storia e Storia dell'Arte in Roma. 
| Název                                                                              | Datum založení | Vedoucí                                                                           | Tematika výzkumu |  |
| ---------------------------------------------------------------------------------- | -------------- | --------------------------------------------------------------------------------- | ---------------- |  |
| Academia Belgica                                                                   | 1939           | Walter Geerts                                                                     |                  |  |
| Académie de France à Rome                                                          | 1666           | Eric de Chassey                                                                   |                  |  |
| Accademia di Romania in Roma                                                       | 1922           | Mihai Barbulescu                                                                  |                  |  |
| American Academy in Rome                                                           | 1913           | Christopher S. Celenza                                                            |                  |  |
| Bibliotheca Hertziana – Max-Planck-Institut für Kunstgeschichte                    | 1913           | Sybille Ebert-Schifferer Elisabeth Kieven                                         |                  |  |
| British School at Rome                                                             | 1901           | Christopher Smith                                                                 |                  |  |
| Canadian Academic Centre in Italy                                                  | 1978–2002      | (není v provozu)                                                                  |                  |  |
| Český historický ústav v Římě                                                      | 1993           | Jaroslav Pánek                                                                    |                  |  |
| Danske Institut for Videnskab og Kunst i Rom                                       | 1956           | Erik Bach                                                                         |                  |  |
| Deutsches Archäologisches Institut Rom                                             | 1871           | První ředitel: Henner von Hesberg Druhý ředitel: Klaus Stefan Freyberger          |                  |  |
| Deutsches Historisches Institut Rom                                                | 1888           | Michael Matheus                                                                   |                  |  |
| École française de Rome                                                            | 1873           | Michel Gras                                                                       |                  |  |
| Escuela Española de Historia y Arquelogía en Roma                                  | 1910           | Ricardo Olmos                                                                     |                  |  |
| Institutum Romanum Finlandiae                                                      | 1954           | Katariina Mustakallio                                                             |                  |  |
| Istituto Svizzero di Roma                                                          | 1948           | Christoph Riedweg                                                                 |                  |  |
| Istituto Storico „Fraknói“ presso l'Accademia d'Ungheria in Roma                   |                | Eva Vigh                                                                          |                  |  |
| Nederlands Instituut te Rome                                                       | 1904           | Bernard Stolte                                                                    |                  |  |
| Norske Institutt i Roma for Kunsthistorie og Klassik Arkeologi                     | 1959           | Turid Karlsen Seim                                                                |                  |  |
| Österreichisches Historisches Institut beim Österreichischen Kulturinstitut in Rom | 1881           | Richard Bösel                                                                     |                  |  |
| Polska Akademia Nauk Stacja Naukowa w Rzymie                                       | 1927           | Leszek Kuk                                                                        |                  |  |
| Pontificia Accademia Romana di Archeologia                                         | 1810           | Maurizio Sannibale                                                                |                  |  |
| Pontificio Istituto di Archeologia Cristiana                                       | 1925           | Vincenzo Fiocchi Nicolai                                                          |                  |  |
| Römisches Institut der Görres-Gesellschaft                                         | 1887           | Stefan Heid                                                                       |                  |  |
| Svenska Institutet i Rom                                                           | 1925           | Ředitelka: Barbro Santillo Frizell Zástupce ředitelky: Sabrina Norlander Eliasson |                  |  |